# Kaiserstraße 60 (Mönchengladbach)

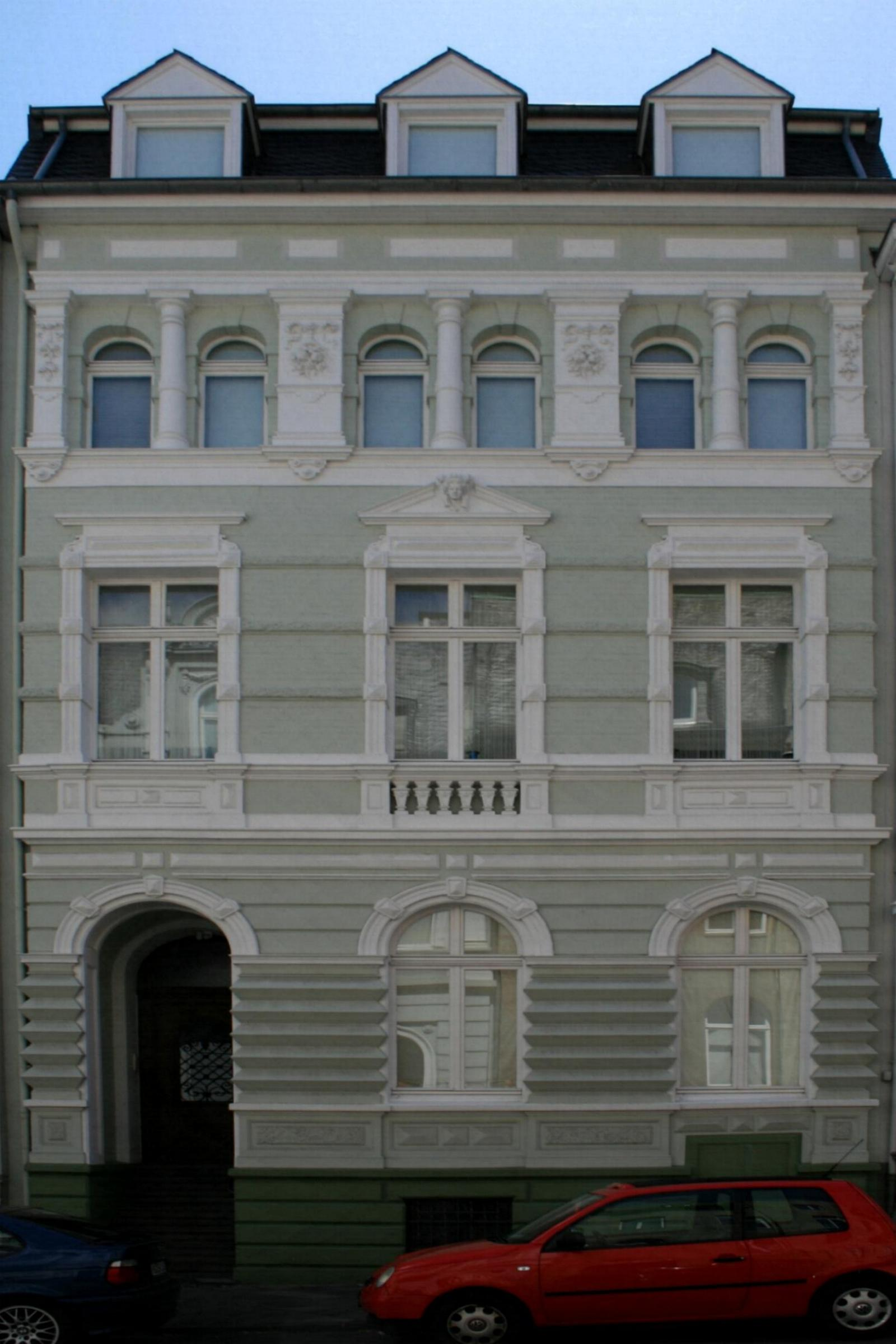
Wohnhaus (2010)

Das Wohnhaus Kaiserstraße 60 steht in Mönchengladbach (Nordrhein-Westfalen).
Das Gebäude wurde um die Jahrhundertwende erbaut. Es wurde unter Nr. K 007  am 4. Dezember 1984 in die Denkmalliste der Stadt Mönchengladbach eingetragen.

## Architektur
Das um die Jahrhundertwende errichtete Gebäude befindet sich als Teil eines historischen Ensembles im unteren, zwischen Albertus- und Bismarckstraße gelegenen Teilbereich der Kaiserstraße.
Das dreigeschossige Wohnhaus mit Drei-Fenster-Gliederung und linksseitigem Hauseingang hat ein Satteldach. Baujahr um die Jahrhundertwende.